# Африканский Кубок чемпионов 1976
Африканский Кубок чемпионов 1976 — 12-й розыгрыш турнира. Трофей впервые завоевал клуб «МК Алжир» из Алжира.

## Первый раунд
| Команда 1          | Итог  | Команда 2          | 1-й матч | 2-й матч |
| ------------------ | ----- | ------------------ | -------- | -------- |
| КАРА               | 4:2   | Имана              | 4:0      | 0:2      |
| Аль-Ахли (Бенгази) | 4:5   | МК Алжир           | 3:2      | 1:3      |
| Корп Ансейньян     | 5:6   | Симба Дар-эс-Салам | 4:2      | 1:4      |
| Диараф             | 10:2  | Ош Баланташ        | 6:1      | 4:1      |
| Экспресс           | п1:1  | Кайман             | 1:0      | 0:1      |
| Луо Унион          | 5:1   | Сент-Джордж        | 3:1      | 2:0      |
| Реал Банджул       | 0:4   | Джолиба            | 0:2      | 0:2      |
| Силурес            | [ 1 ] | АСФАН              |          |          |
| Асанте Котоко      | [ 2 ] | Okoume FC          |          |          |

## Второй раунд
| Команда 1       | Итог  | Команда 2          | 1-й матч | 2-й матч |
| --------------- | ----- | ------------------ | -------- | -------- |
| Асанте Котоко   | 2:2   | КАРА               | 1:0      | 1:2      |
| МК Алжир        | 3:2   | Аль-Ахли (Каир)    | 3:0      | 0:1      |
| Грин Баффалоз   | 4:2   | Симба Дар-эс-Салам | 3:2      | 1:0      |
| Этуаль Филант   | 1:2   | Диараф             | 1:1      | 0:1      |
| Энугу Рейнджерс | 2:2   | Экспресс           | 0:0      | 2:2      |
| Луо Унион       | [ 3 ] | Аль-Меррейх        |          |          |
| Джолиба         | 2:3   | Хафия              | 2:1      | 0:2      |
| АСЕК Мимозас    | 4:0   | Силурес            | 2:0      | 2:0      |

## Четвертьфиналы
| Команда 1     | Итог | Команда 2       | 1-й матч | 2-й матч |
| ------------- | ---- | --------------- | -------- | -------- |
| Асанте Котоко | 2:2  | АСЕК Мимозас    | 2:1      | 0:1      |
| МК Алжир      | 7:3  | Луо Унион       | 6:3      | 1:0      |
| Грин Баффалоз | 3:4  | Энугу Рейнджерс | 3:1      | 0:3      |
| Диараф        | 2:6  | Хафия           | 2:2      | 0:4      |

## Полуфиналы
| Команда 1       | Итог | Команда 2 | 1-й матч | 2-й матч |
| --------------- | ---- | --------- | -------- | -------- |
| Энугу Рейнджерс | 2:3  | МК Алжир  | 2:0      | 0:3      |
| АСЕК Мимозас    | 3:5  | Хафия     | 3:0      | 0:5      |

## Финал
| 5 декабря 1976 | \| Хафия \| 3:0 \| МК Алжир \| | Stade de 28 Septembre, Конакри |
| Хафия          | 3:0                            | МК Алжир                       |

| 12 декабря 1976              | \| МК Алжир \| 3:0 \| Хафия \| \| Bachi 24′ · Betrouni 76′ 90′ \| Голы \| \| | 5th July Stadium, Алжир |
| МК Алжир                     | 3:0                                                                          | Хафия                   |
| Bachi 24′ · Betrouni 76′ 90′ | Голы                                                                         |                         |

| Серия пенальти: |     |
|                 | 4:1 |

## Чемпион
| Победитель Африканского Кубка чемпионов 1976 |
| -------------------------------------------- |
| МК Алжир 1-й титул                           |